# Mohamed Mara
Mohamed Mara (Conakry, 12 dicembre 1996) è un calciatore guineano, attaccante del Kanchanaburi Power in prestito dal Ratchaburi.

## Carriera
Nato in Guinea, si è trasferito in Francia all'età di 13 anni, andando ad abitare a Laval, città dove risiedeva lo zio. Entrato nel settore giovanile della squadra locale, nel 2014 passa al Lorient, con cui il 19 dicembre firma il primo contratto professionistico, della durata di 4 anni.

## Statistiche

### Presenze e reti nei club
Statistiche aggiornate all'8 luglio 2020.
| Stagione        | Squadra         | Campionato      | Campionato | Campionato | Coppe nazionali | Coppe nazionali | Coppe nazionali | Coppe continentali | Coppe continentali | Coppe continentali | Altre coppe | Altre coppe | Altre coppe | Totale | Totale |
| Stagione        | Squadra         | Comp            | Pres       | Reti       | Comp            | Pres            | Reti            | Comp               | Pres               | Reti               | Comp        | Pres        | Reti        | Pres   | Reti   |
| --------------- | --------------- | --------------- | ---------- | ---------- | --------------- | --------------- | --------------- | ------------------ | ------------------ | ------------------ | ----------- | ----------- | ----------- | ------ | ------ |
| 2016-2017       | Lorient         | L1              | 9          | 0          | CF+CdL          | 1+1             | 0               | -                  | -                  | -                  | -           | -           | -           | 11     | 0      |
| 2017-2018       | Lorient         | L2              | 6          | 2          | CF+CdL          | 1+0             | 0               | -                  | -                  | -                  | -           | -           | -           | 7      | 2      |
| 2018-2019       | Lorient         | L2              | 0          | 0          | CF+CdL          | 0+0             | 0               | -                  | -                  | -                  | -           | -           | -           | 0      | 0      |
| lug.-sett. 2019 | Lorient         | L2              | 3          | 0          | CF+CdL          | 0+1             | 0               | -                  | -                  | -                  | -           | -           | -           | 4      | 0      |
| Totale Lorient  | Totale Lorient  | Totale Lorient  | 18         | 2          |                 | 4               | 0               |                    | -                  | -                  |             | -           | -           | 22     | 2      |
| sett. 2019-2020 | Paris FC        | L2              | 5          | 0          | CF+CdL          | 2+1             | 1+0             | -                  | -                  | -                  | -           | -           | -           | 8      | 1      |
| Totale carriera | Totale carriera | Totale carriera | 23         | 2          |                 | 7               | 1               |                    | -                  | -                  |             | -           | -           | 30     | 3      |